# قائمة أبراج روسيا

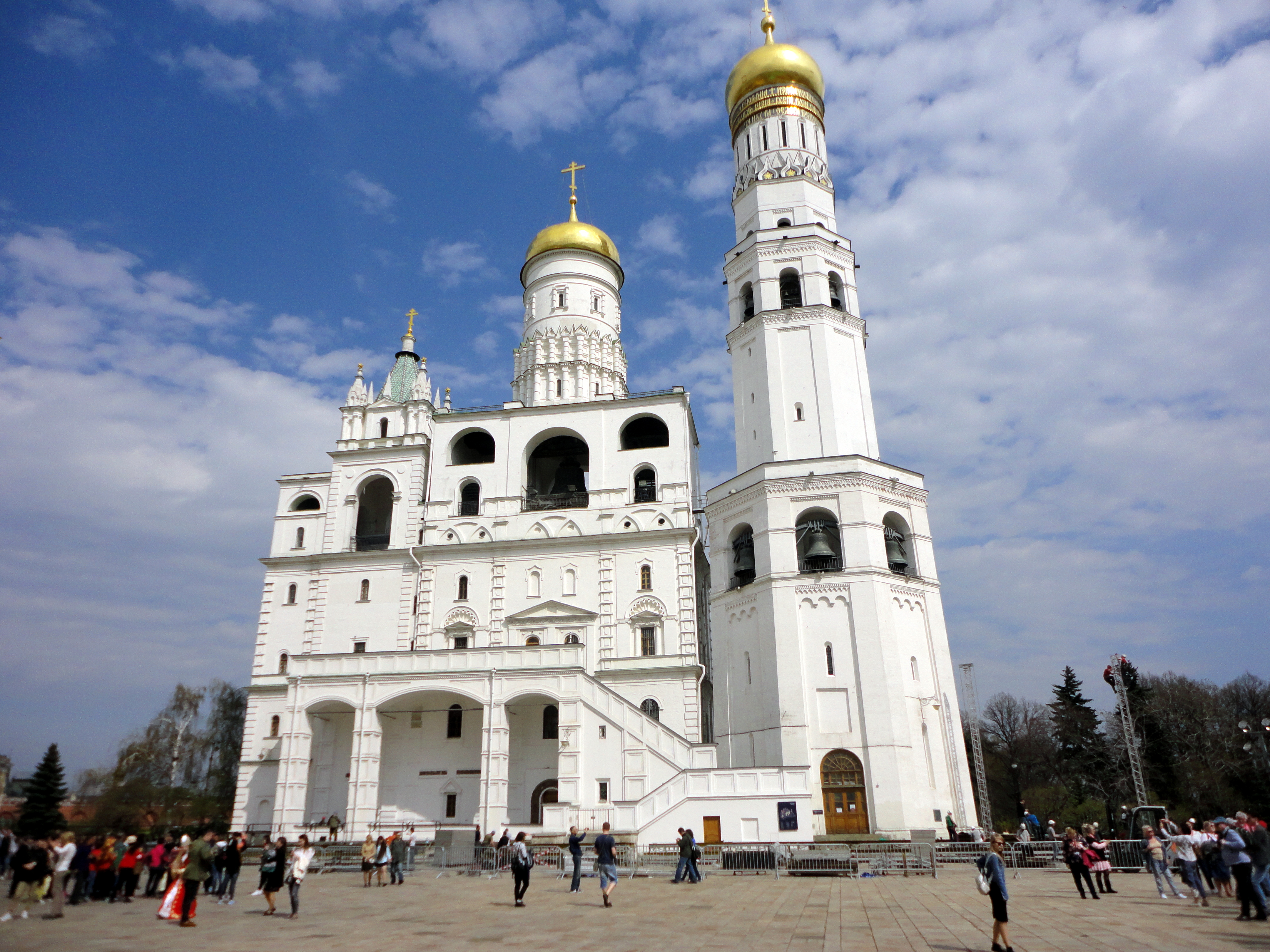
برج الأجراس لإيفان الأكبر

البرج هو بناء مرتفع عن مستوى المباني السكنية، ينشأ لأهداف جمالية أو دفاعية أو كبرج للاتصالات الهاتفية وغيرها.

## قائمة أبراج روسيا
تحتوي هذه القائمة على أسماء أبراج في روسيا.
- برج الموت
- برج تاتلين
- برج تلفزيون سانت بطرسبرغ
- برج زوتو
- برج أستراخان التلفزيوني
- برج أوستانكينو
- برج الأجراس لإيفان الأكبر
- برج شوخوف
- برج ميركوري سيتي
- برج التطوير
- مركز الأعمال الدولي (موسكو)